# David Kristiansen
Samuel Johan Lars David Kristiansen (* 31. August 1903 in Kangersuatsiaq; † 8. Januar 1950 in Upernavik) war ein grönländischer Landesrat.

## Leben
David Kristiansen war der Sohn des Jägers Karl Ole Peter Kristiansen (1880–1913) und seiner Frau Alene Marie Abigael Karlsen (1881–?). Er war ein Cousin von Knud Kristiansen (1918–1989). David Kristiansen war in der ganzen Gegend ein bekannter Jäger, der vor allem für sein Gespür für gute Fanggründe bekannt war und dieses Wissen mit seinen Kollegen teilte. Nebenher brachte er die Post von Upernavik nach Uummannaq. Er saß in der Periode von 1933 bis 1938 in Landesrat von Nordgrönland. Er starb Anfang 1950 im Krankenhaus von Upernavik und hinterließ seine Frau und eine Tochter.